# Hermandad de la Esperanza (Huelva)

La Hermandad de la Esperanza (Huelva) es una agrupación religiosa católica española fundada entre 1893 y 1894 en la antigua Iglesia Conventual de San Francisco (Huelva) que realiza una procesión anual durante la Semana Santa en la tarde y noche del Miércoles Santo.

## Nombre completo
Real e Ilustre Hermandad Sacramental de San Francisco, Pura y Limpia Concepción de Nuestra Señora, y Cofradía de Nazarenos del Santísimo Cristo de la Expiración, María Santísima del Mayor Dolor, San Juan Evangelista y Nuestra Señora de la Esperanza Coronada.

## Historia
Procede de la asociación piadosa que rendía culto a San Telmo, Patrón de los Mareantes, sus primeros hermanos eran marineros y pescadores. Fundada en 1893, las primeras reglas fueron aprobadas por el Arzobispo de Sevilla, Don Marcelo Spínola y Maestre. La devoción principal de la hermandad antes de la guerra, era la Virgen del mayor Dolor, una virgen venerada en el convento desde el siglo XVII. En el año 1936, a comienzos de la guerra civil española, sus imágenes y enseres fueron destruidos. En 1963 abandona su sede canónica, la Iglesia de San Francisco, pasando a la Catedral de Huelva, en la que permanecerá hasta 1978, ya que, ese Miércoles Santo, salió de la catedral, pero no se recogió. 
Desde el 1978 hasta el 1992, la hermandad estaba en una antigua casa de la calle Fernando el Católico, donde el barrio daba ofrendas para crear una pequeña capilla.
En 1979 es bendecida la nueva sede de la agrupación que posteriormente, en 1992, sería ampliada creándose así la nueva Iglesia de Santa María de la Esperanza.
Por primera vez en Huelva el 4 de junio de 1994, celebrando los 100 años de la hermandad y bajo petición popular, el Ayuntamiento de Huelva entregaría la Medalla de la ciudad a la Virgen de la Esperanza. En 1997 la hermandad recibe la Cruz al Mérito Naval, concedida por el Rey Juan Carlos I. 
El 3 de junio del año 2000, Don Ignacio Noguer Carmona, obispo de la diócesis, corona canónicamente a Nuestra Señora de la Esperanza. 
Entre 2008 y 2009 se realizaron unas obras de ampliación de la iglesia, así como las obras de reforma y ampliación de la Casa de Hermandad y demás dependencias anejas. Con ello se produjo la unión de la iglesia actual más la planta baja de la primitiva capilla. Con esta unión, la iglesia o el espacio destinado al culto en la actualidad incrementó en 80 m², aproximadamente, ganando el templo una nave más en su lado izquierdo. 
El 2 de febrero bendijo la ampliación de su templo que queda conformado como en la actualidad y el 14 de febrero de 2018 se inaugura y bendice el columbario donde pueden descansar los restos de hermanos y devotos, y el museo donde se puede observar el patrimonio de dicha hermandad.
En este 2020, la hermandad cuenta con alrededor de y saca casi mil nazarenos es Miércoles Santo.
La Hermandad de la Esperanza es la hermandad más antigua de la jornada, lo que hace que entre en Carrera Oficial la última.
La hermandad posee una banda propia de Cristo, la Banda de cornetas y tambores Cristo de la Expiración (Salud y Esperanza) estrenada en 2019 al unirse la antigua banda (La Expiración) con la banda de cornetas y tamboras La Salud.

## Puesta en escena
El paso de Cristo es de estilo neobarroco con perfiles románticos. Fue tallado por Miguel Llacer en 1953. Se alumbra con candelabros de guardabrisas.
La Virgen del Mayor Dolor sale con saya de color cereza con bordados atribuidos a Juan Manuel Rodríguez Ojeda San Juan Evangelista y Santa María Magdalena poseen vestiduras bordadas en hilo de oro por Maya (2005) y el Taller de Bordados de la Hermandad.
El paso de la Virgen posee bambalinas bordadas en oro sobre terciopelo verde y malla del mismo metal por las Madres Trinitarias (1940). Fueron adquiridas a la Cofradía de San Roque (Sevilla) y pasadas y restauradas en el Taller de Fernández y Enríquez (1993-1994). Techo de palio bordado por el Taller de Bordados de la Hermandad bajo la dirección de Enrique Bendala Azcárate (2000), autores también de la saya bordada en hilo de oro y sedas de colores sobre tisú de plata (2000). La Gloria del techo, que representa la Coronación de la Virgen, posee orfebrería en plata de Ramos y policromía del pintor e imaginero Mario Ignacio Moya Carrasco. El manto, bordado en hilo de oro y sedas de colores sobre tisú verde con hilos dorados, es obra igualmente del Taller de Bordados de la Hermandad (2001-2008) según un diseño de Enrique Bendala. Posee parte de la orfebrería en plata de ley, con llamador y jarras (2000-2003) de Orfebrería Ramos y relicario de Sor Ángela de la Cruz (1990) de Hijos de Juan Fernádez, con óleo de Francisco Llonis. El resto es plateado, con respiraderos de Villarreal, jarras y candelería de Hijos de Juan Fernández. La peana y los candelabros de cola (1965) son de Jesús Domínguez Vázquez. 
La virgen de la Esperanza sale el Miércoles Santo con la corona de coronación hecha en el año 2000 por el orfebre Antonio Cuadrado y el citado manto, hecho por las hermanas de la hermandad, en su propio taller de bordados.
El paso de Cristo, aparte de La Virgen del Mayor Dolor y  San Juan sale con una Magdalena del siglo XIX perteneciente anteriormente a la Hermandad del Calvario de Sevilla.

## Otros actos
La hermandad celebra entre mayo y junio la celebración del Corpus Christi, ya que la hermandad es secramental y lo tiene como titular.

## Imágenes titulares
- Virgen del Mayor Dolor. Realizada por Juaquín Gómez del Castillo en 1938, representa a la virgen de pie a los pies de la cruz, mide 170 cm.
- Cristo de la Expiración. Realizado en madera de cedro policromada por Ramón Chaveli Carreres en 1939, mide 177 cm.
- San Juan Evangelista. Realizado en el taller de Gómez del Castillo en 1938, mide 180 cm.
- Nuestra Señora de la Esperanza Coronada. Obra realizada por Joaquín Gómez del Castillo en 1939. Antonio León Ortega la restaura en 1960 le afinó el candelero subiéndole altura, y en 2012 se volvió a restaurar por los hermanos Cruz Solís.